# Colico
Colico est une commune italienne de la province de Lecco, dans la région Lombardie.

## Administration
| Période                                  | Période | Identité | Étiquette | Qualité |
| ---------------------------------------- | ------- | -------- | --------- | ------- |
|                                          |         |          |           |         |
| Les données manquantes sont à compléter. |         |          |           |         |

### Communes limitrophes
Consiglio di Rumo, Delebio, Domaso, Dongo, Dorio, Gera Lario, Gravedona, Musso, Pagnona, Pianello del Lario, Piantedo, Tremenico, Vercana

## Jumelages
- Wolfegg (Allemagne) depuis 1986

## Personnalité
Romano Sgheiz, rameur, champion olympique en 1956, est né à Colico en 1937.